# 宣昶
宣昶（15世紀—16世紀），字汝昭，號蹇齋，南直隸蘇州府嘉定縣人，明朝政治人物。

## 生平
宣昶在家鄉以《詩經》教授生徒，龔弘亦是其弟子，是成化四年（1468年）戊子科應天鄉試第三十九名舉人，授惠州府同知，因父親逝世回鄉，服闋後獲左副都御史王恕舉薦為西安府同知，有廉明聲譽。當時福建道監察御史李興巡按陝西，授意推官袁經將貴人治罪，反而被對方中傷牽連，宣昶代二人謝罪，慨然說：「誤二人者是我！」即日投劾回鄉，後來他跟別人說：「我豈是為了袁經、李興而棄官？只是不想令御史被人阻撓，使得法律不得施行而已！」年九十四歲去世。

## 引用
1. 1 2  光緒《嘉定縣志·卷十六·人物志一》：宣昶，字汝昭，一字蹇齋，授經里中治詩者多出其門，龔宏其高弟也，領成化戊子鄉薦，選惠州府同知，外艱服闋，都御史王恕見昶文謂必端士，薦補西安府同知，以廉惠稱，時御史李興屬推官袁經按貴人獄，反為所搆事連御史，昶代二人引咎於眾中，慨然曰：「誤二君者昶也！」即日投劾歸，既而告人曰：「吾豈為袁李棄官哉？不欲令御史為人所撓，致法不得行耳！」袁後為御史按吳，昶言不及私，袁歎曰：「吾至蘇不撻一人，所以報公也。」卒年九十四。